# Canhas
Canhas ist eine Gemeinde (Freguesia) im Kreis (Concelho) von Ponta do Sol, auf der portugiesischen Insel Madeira. In der Gemeinde leben 3597 Einwohner (Stand 19. April 2021).

## Geschichte
Nachdem die unbewohnte Insel Madeira ab 1420 von den Portugiesen besiedelt wurde, entstand etwa ab 1425 der Ort Ponta do Sol. 1501 wurde der Ort Sitz eines eigenen Kreises. Nachdem kurz später in der heutigen Gemeinde Canhas bereits eine erste Ortschaft entstand, wurde 1577 die Schaffung einer eigenen Gemeinde Canhas durch Ausgliederung aus der Gemeinde Ponta do Sol beschlossen, was jedoch erst einige Jahre später umgesetzt wurde. Canhas ist seither eine eigene Gemeinde im Kreis Ponta do Sol.

## Sehenswürdigkeiten
Die einschiffige Gemeindekirche Igreja Paroquial de Canhas, nach ihrer Schutzpatronin auch Igreja de Nossa Senhora da Piedade (dt.: Kirche Unserer Lieben Frau der Barmherzigkeit), steht unter Denkmalschutz. Die 1756 errichtete Barockkirche zeigt im Inneren u. a. neo-manieristische und neo-barocke Azulejos und Altarretabel aus poliertem Holz. Mit der ursprünglich 1508 errichteten manieristischen Kapelle Capela de Nossa Senhora dos Anjos (deutsch Kapelle Unserer Lieben Frau der Engel) steht ein weiterer denkmalgeschützter Sakralbau in der Gemeinde. Die Via Sacra entstand 1964.
Ein weiteres Baudenkmal der Gemeinde ist die Wasseruhr Relógio da Água da Levada do Poiso. Das Ende des 19. Jahrhunderts errichtete dreistöckige Gebäude zeigte weithin die Zeitabstände an, mit denen die zugeteilten Bewässerungsperioden kontrolliert werden konnten, von den an den örtlichen Bewässerungskanal Levada do Poiso angeschlossenen Landwirten.